# Código de área 785
785 es el código de área estadounidense creado por la escisión del código de área 913 el 20 de julio de 1997. Cubre la mayoría de las centrales telefónicas del norte de Kansas. Abarca desde la frontera del estado de Colorado por el oeste hasta la frontera del estado de Misuri por el este, excluida el área metropolitana de Kansas City (código 913). La ciudad más poblada incluida en este código de área es la capital del estado, Topeka; otras ciudades importantes son Colby, Goodland, Hays, Junction City, Lawrence, Manhattan, Ottawa y Salina.

## Historia
Cuando en 1946 se implementaron los códigos de área, la mitad sur del estado (Dodge City, Emporia, Garden City, Wichita) estaba incluida en el código 316, mientras que la mitad norte (Kansas City, Topeka, Lawrence, Manhattan, Salina, Hays) estaba en el 913. La división norte-sur es inusual en Kansas, un estado que generalmente mantiene disputas geográficas de este a oeste. Sin embargo, ya que tres de las ciudades más grandes del estado (Wichita, Topeka y Kansas City) se encuentran en la mitad oriental del estado, se hizo necesaria una división norte-sur.
Esta configuración se mantuvo durante 40 años. Sin embargo, a mediados de la década de 1990, el 913 estaba al límite de su capacidad debido a la popularidad de los teléfonos móviles y los buscapersonas, además del rápido crecimiento de la ciudad de Kansas. A finales de 1996, la Comisión de la Kansas Corporation Commission, que supervisa las telecomunicaciones del estado, solicitó de la North American Numbering Plan (NANPA) una reestructuración del código de área 913. El 12 de febrero de 1997, la NANPA anunció que la mayor parte de la parte del estado del área de Kansas City permanecería en el código 913, mientras que la mayor parte de la parte occidental del territorio cubierto por la antigua 913 sería escindida en el nuevo código de área 785, comenzando el cambio el 20 de julio de 1997, aunque permitiendo su utilización hasta el 3 de octubre de 1998.

## límites
Los límites entre el código 785 y el 620, que cubre el sur de Kansas al margen del área metropolitana de Wichita, discurre de oeste a este siguiendo más o menos un camino a lo largo de las autopistas K-4 y K-96, cubre toda la carretera interestatal 135 en el condado de McPherson y continúa hacia el este hasta justo el norte de Emporia en el condado de Lyon a lo largo de la autopista de peaje Kansas Turnpike. En este punto, el código 785 alcanza su límite oriental que marca su frontera con el límite actual del código 913, aunque una pequeña porción de la esquina noreste de Kansas a través del río Misuri desde St. Joseph (Misuri) forma parte del 785.
El código 785 cubre por completo los condados de Anderson, Cheyenne, Franklin, Rawlins, Decatur, Norton, Phillips, Smith, Jewell, Republic, Washington, Nemaha, Marshall, Brown, Sherman, Thomas, Sheridan, Graham, Rooks, Osborne, Mitchell, Lincoln, Cloud, Ottawa, Clay, Riley, Pottawatomie, Jackson, Wallace, Logan, Gove, Trego, Ness, Rush, Ellis, Russell, Ellsworth, Saline, Dickinson, Geary, Wabaunsee, Shawnee, Osage y Douglas, así como parte de los de Doniphan, Atchison, Coffey, Lyon, Jefferson, Morris y McPherson.
Los condados de Linn, Miami, Johnson, Wyandotte y Leavenworth pertenecen por entero en el código 913.
Una excepción a esta regla es la ciudad de Elwood en el condado de Doniphan, que conserva el código de área 913, mientras que el resto del condado está bajo el código 785. Esto se debe a que Elwood recibe su tono de marcado de St. Joseph, Misuri que está cubierto por el Área Local de Acceso y Transporte (LATA) de la ciudad de Kansas City (Misuri), situado en el código de área 816. Todos los centros limítrofes 816/913 tienen códigos de área propios.